# 並木芳雄
並木 芳雄（なみき よしお、1908年（明治41年）4月20日 - 1975年（昭和50年）1月19日）は、昭和期の政治家。衆議院議員。

## 経歴
東京府西多摩郡西多摩村（羽村町を経て現羽村市）で、並木俊蔵の息子として生まれる。1931年（昭和6年）東京帝国大学法学部法律学科（英法）を卒業した。
大阪商船に入社。アメリカに留学し、ニューヨーク・ナショナル・シティ銀行に入社し英語と事務管理を研究した。同行マニラ支店に転じマニラ軍政部通訳を兼務した。その後、比島留日学生寄宿舎監、駐日比島大使館に出向して終戦を迎え、銀行を退社した。
戦後、郷里で農村文化の向上に尽力し、民間側の通訳も担った。1947年（昭和22年）4月の第23回衆議院議員総選挙に東京都第7区から民主党公認で出馬して当選し、その後、1955年（昭和30年）2月の第27回総選挙まで連続して再選され、衆議院議員に連続5期在任した。この間、民主党労働部長、国民民主党国際局次長、改進党外交政策部長、日本民主党政調会外交部長、同総務などを務めた。以後、第28回から第31回総選挙に連続4回立候補したがいずれも落選した。
その後、国際学友会理事、東京報知機顧問、第一石油顧問などを務めた。三男の並木心は2001年に羽村市長に就任した。

## 著作
- 『人生交遊抄 : わが一高生時代』日本法令様式販売所、1968年。